# Liste der Kulturdenkmäler in Grebenhain (Ortsteil)
Die folgende Liste enthält die in der Denkmaltopographie ausgewiesenen Kulturdenkmäler auf dem Gebiet des Ortsteils Grebenhain der Gemeinde Grebenhain, Vogelsbergkreis, Hessen.
Hinweis: Die Reihenfolge der Denkmäler in dieser Liste orientiert sich an der Anschrift, alternativ ist sie auch nach der Bezeichnung oder der Bauzeit sortierbar.
Kulturdenkmäler werden fortlaufend im Denkmalverzeichnis des Landes Hessen durch das Landesamt für Denkmalpflege Hessen auf Basis des Hessischen Denkmalschutzgesetzes (HDSchG) geführt. Die Schutzwürdigkeit eines Kulturdenkmals hängt nicht von der Eintragung in das Denkmalverzeichnis des Landes Hessen oder der Veröffentlichung in der Denkmaltopographie ab.

| Bild | Bezeichnung | Lage                                                                                         | Beschreibung | Bauzeit | Objekt-Nr. |
| --- | --- | -------------------------------------------------------------------------------------------- | --- | ------- | ---------- |
| Bild gesucht BW | Gesamtanlage Grebenhain I, Dorf                                                                                                 | Lage                                                                                         | |         |            |
| Bild gesucht BW | Gesamtanlage Grebenhain II, „Munasiedlung“                                                                                      | Lage                                                                                         | |         |            |
| Bild gesucht BW | Gesamtanlage Grebenhain III, Arbeitsbereich der ehemaligen Luftmunitionsanstalt Hartmannshain                                   | Lage                                                                                         | |         |            |
| Bild gesucht BW | Gesamtanlage Grebenhain IV, Bunkerbereich der Munitionsanstalt Hartmannshain und ehemaliges NATO-Versorgungslager Zum Hohenrain | Lage                                                                                         | |         |            |
| Ehem. Mittlere Ahlmühle | Ehem. Mittlere Ahlmühle | Ahlmüllersweg 5 LageFlur: 10, Flurstück: 33                                                  | Streckhof, 1712 erbaut | 1712    |            |
| Ehem. Oberste Ahlmühle | Ehem. Oberste Ahlmühle | Ahlmüllersweg 9 und 9A LageFlur: 10, Flurstück: 281                                          | Streckhof, 1779 erbaut |         |            |
| Ehemalige Wache der Luftmunitionsanstalt | Ehemalige Wache der Luftmunitionsanstalt                                                                                        | An den Mühlwiesen 2 LageFlur: 16, Flurstück: 52/11                                           | | 1936    |            |
| Ehemalige Villa Waldhaus | Ehemalige Villa Waldhaus | An den Mühlwiesen 5 LageFlur: 16, Flurstück: 47/4                                            | als Ruhesitz für Baron Wilhelm von Müffling 1904 errichtet, ab 1936 Verwaltungsgebäude der Luftmunitionsanstalt Hartmannshain (Umbau)                                                                            | 1904    |            |
| „Dillemuth’sches Haus“ | „Dillemuth’sches Haus“ | An den Mühlwiesen 11 LageFlur: 16, Flurstück: 48/14                                          | Als Jagdhaus 1893 erbaut, später Feuerwehrhaus der Munitionsanstalt | 1893    |            |
| Ehemaliges Kasernengebäude der Luftmunitionsanstalt Hartmannshain, Aufnahme 2012 | Ehemaliges Kasernengebäude | An den Mühlwiesen 17 LageFlur: 16, Flurstück: 48/12                                          | Kaserne der Luftmunitionsanstalt Hartmannshain |         |            |
| weitere Bilder | Evangelische Kirche | An der Kirche 4 LageFlur: 1, Flurstück: 62                                                   | Filialkirche des Evangelischen Kirchspiels Crainfeld, spätgotischer Chorturm mit Turmhelm von 1646, Kirchenschiff von 1784                                                                                       |         |            |
| Backhaus | Backhaus | An der Kirche 9 LageFlur: 1, Flurstück: 353/1                                                | Möglicherweise noch im frühen 19. Jahrhundert errichtet |         |            |
| Tanzplatz | Tanzplatz | An der Kirche o. Nr. LageFlur: 1, Flurstück: 2                                               | Platz zwischen Kirche und Backhaus mit altem Baumbestand und rundem Podest („Musikantenbühne“), letzteres von einer Steinmauer eingefasst (angeblich 1756 errichtet, Inschrift mit Jahreszahl nicht mehr lesbar) |         |            |
| Bild gesucht BW | Ehemaliges Löthaus | Auf dem Scherschhain 11 LageFlur: 16, Flurstück: 71                                          | Ehemaliges Löthaus im Arbeitsbereich der Munitionsanstalt |         |            |
| Bild gesucht BW | Ehemalige Packhalle der Luftmunitionsanstalt Hartmannshain                                                                      | Auf dem Scherschhain 13 LageFlur: 16, Flurstück: 72/5                                        | Betonskelettkonstruktion |         |            |
| Direkt Bild zu diesem Denkmal hochladen | Unterstand | Auf dem Scherschhain o. Nr. Flur: 16, Flurstück: 6/71                                        | Unter der Erdoberfläche befindlicher Unterstand zum Schutz bei Luftangriffen am Westrand des Arbeitsbereiches der Munitionsanstalt                                                                               |         |            |
| Bild gesucht BW | Unterstand | Auf dem Scherschhain o. Nr. LageFlur: 16, Flurstück: 68/4                                    | Unter der Erdoberfläche befindlicher Unterstand zum Schutz bei Luftangriffen am Westrand des Arbeitsbereiches der Munitionsanstalt                                                                               |         |            |
| Ehemaliges Bahnarbeiterwohnhaus in Grebenhain, Ansicht von Norden, Aufnahme 2014 | Ehemaliges Bahnarbeiterwohnhaus                                                                                                 | Bahnhofstraße 35 LageFlur: 2, Flurstück: 39                                                  | Ehemaliges Wohnhaus für sechs Bahnarbeiterfamilien, 1908 erbaut | 1908    |            |
| Bild gesucht BW | | Bahnhofstraße 37 LageFlur: 2, Flurstück: 58/14                                               | Wohnhaus, 1905 erbaut | 1905    |            |
| Bild gesucht BW | Ehemaliges Bahnarbeiterwohnhaus                                                                                                 | Bahnhofstraße 61 LageFlur: 2, Flurstück: 58/14                                               | Ehemaliges Wohnhaus für vier Bahnarbeiterfamilien, 1901 erbaut | 1901    |            |
| Bild gesucht BW | Ehemaliger Bahnhof Grebenhain-Crainfeld                                                                                         | Bahnhofstraße 63 LageFlur: 2, Flurstück: 58/23                                               | Ehemaliges Stationsgebäude an der Vogelsbergbahn, 1901 am damaligen Endpunkt der Strecke Lauterbach-Grebenhain erbaut                                                                                            | 1901    |            |
| Katholische Kirche Grebenhain, Ansicht von Osten, Aufnahme 2014 | Katholische Kirche Maria Himmelfahrt                                                                                            | Eisenbergsweg 13 LageFlur: 9, Flurstück: 7/9                                                 | Pfarrkirche der Katholischen Kirchengemeinde Grebenhain, anstelle einer Kapelle (Notkirche) von 1949 bis 1950 im Jahr 1968 errichtet, Betonbau mit Glasmosaiken und Faltdach                                     | 1968    |            |
| Bild gesucht BW | Friedhof, Grabdenkmale, Gefallenendenkmal                                                                                       | Friedhofstraße o. Nr. LageFlur: 1, Flurstück: 226                                            | Friedhofsportal von 1819, Gefallenendenkmal von 1921 (ursprünglicher Standort im Ort), Grabmal der Familie von Müffling                                                                                          |         |            |
| Bild gesucht BW | | Hauptstraße 11 LageFlur: 1, Flurstück: 96/1                                                  | Großer Einhof, 1850 erbaut |         |            |
| Bild gesucht BW | | Hauptstraße 26 LageFlur: 1, Flurstück: 14/5                                                  | Wohnhaus eines Parallelhofes, wohl im beginnenden 18. Jahrhundert erbaut |         |            |
| Haus Hauptstraße 30 in Grebenhain, Ansicht von Norden, Aufnahme 2014 | | Hauptstraße 30 LageFlur: 1, Flurstück: 24/1                                                  | Fachwerkhaus, 1873 erbaut | 1873    |            |
| Bild gesucht BW | Ehemaliger „Darmstädter Hof“ | Hauptstraße 31 LageFlur: 1, Flurstück: 22/2                                                  | Früheres Gasthaus mit Metzgerei, Fischerei und Lichtspielhaus (Kino), 1876 erbaut und 1899 umgebaut | 1876    |            |
| Haus Hauptstraße 35 in Grebenhain, Ansicht von Osten, Aufnahme 2014 | | Hauptstraße 35 LageFlur: 1, Flurstück: 135/6                                                 | Fachwerkstreckhof, früheres Gasthaus „Zur Krone“ sowie bis etwa 1902 Posthalterei, 1773 erbaut | 1773    |            |
| Haus Hauptstraße 36 in Grebenhain, Ansicht von Norden, Aufnahme 2014 | | Hauptstraße 36 LageFlur: 1, Flurstück: 32/3                                                  | Wohn- und Geschäftshaus im Heimatstil, 1935 erbaut | 1935    |            |
| Wirtschaftstrakt des Anwesens Hauptstraße 45 in Grebenhain, Ansicht von Osten, Aufnahme 2014 · Wirtschaftstrakt des Anwesens Hauptstraße 45 in Grebenhain, Ansicht von Norden, Aufnahme 2014 | | Hauptstraße 45 LageFlur: 1, Flurstück: 141                                                   | Frühere Mühle, mit Wirtschafts- und Mühlengebäude und getrennt davon stehendem Wohngebäude (nicht im Bild) |         |            |
| Ehem. Forstamt Grebenhain | Ehem. Forstamt Grebenhain | Hauptstraße 78 LageFlur: 1, Flurstück: 8/3                                                   | Fachwerkbau mit Dienst- und Wohnräumen sowie Wirtschaftsgebäuden, von Basaltmauer eingefasst, 1856 erbaut | 1856    |            |
| Steg über den Waaggraben | Steg über den Waaggraben | Hauptstraße o Nr. (neben Ludwigstraße 12) LageFlur: 1, Flurstück: 309/6                      | Steinerner Steg über den Waaggraben mit Eisengeländer, wohl aus dem frühen 19. Jahrhundert |         |            |
| Bild gesucht BW | Backhaus | Hauptstraße o Nr. (neben Nr. 1) LageFlur: 1, Flurstück: 87                                   | Massivbau, wohl aus dem 19. Jahrhundert |         |            |
| Stapelholzschuppen und Wagenplanhalle der Luftmunitionsanstalt | Stapelholzschuppen und Wagenplanhalle der Luftmunitionsanstalt                                                                  | Im Distelrod 5 und 9 LageFlur: 16, Flurstück: 76                                             | Stapelholzschuppen eingeschossig, Wagenplanhalle zweigeschossig |         |            |
| Bild gesucht BW | Ehemaliges Arbeitshaus der Luftmunitionsanstalt Hartmannshain                                                                   | In den Dorfwiesen 4 LageFlur: 16, Flurstück: 70                                              | Eingeschossiger Putzbau, einziges erhaltenes Munitionsarbeitshaus der Munitionsanstalt |         |            |
| Bild gesucht BW | | Ludwigstraße 6 LageFlur: 1, Flurstück: 47/3                                                  | Großer traufständiger Einhof, wohl um 1900 erbaut |         |            |
| Bild gesucht BW | | Ludwigstraße 18 LageFlur: 1, Flurstück: 26                                                   | Mehrfach erweiterter Streckhof, Wohnteil wohl im beginnenden 18. Jahrhundert erbaut, Erweiterungsbauten von 1863                                                                                                 |         |            |
| Bild gesucht BW | Brücke über den Waaggraben | Nieder-Mooser Straße o. Nr. (L 3178) LageFlur: 1, Flurstück: 26                              | Zweibogige Brücke aus Sandsteinquadern, 1843 als Teil der Provinzialstraße Herbstein-Steinau erbaut | 1843    |            |
| Bild gesucht BW | | Oberwaldstraße 4 LageFlur: 1, Flurstück: 129/8                                               | Wohnhaus einer Hofanlage, im frühen oder mittleren 18. Jahrhundert erbaut, vermutlich eine der ältesten erhaltenen Fachwerkkonstruktionen in Grebenhain                                                          |         |            |
| Steinerner Steg über den Waaggraben, Ansicht von Westen, Aufnahme 2014 | Steg über den Waaggraben am Tanzplatz                                                                                           | Ohne Adresse LageFlur: 1, Flurstück: 310/2                                                   | Steinerner Steg über den Waaggraben mit Eisengeländer, 1827 errichtet | 1827    |            |
| Bild gesucht BW | | Vaitshainer Straße 2 LageFlur: 3, Flurstück: 18                                              | Ehemalige Bierniederlage und Gastwirtschaft der Freiherren Riedesel zu Eisenbach, gleichzeitig mit dem Bahnanschluss von Grebenhain entstanden                                                                   |         |            |
| Bild gesucht BW | | Vaitshainer Straße 4 LageFlur: 3, Flurstück: 16                                              | Wohnhaus, zeitweilig Gastwirtschaft, Typenbau von 1910 | 1910    |            |
| Ehemalige Kantine der Luftmunitionsanstalt | Ehemalige Kantine der Luftmunitionsanstalt                                                                                      | Zum Hohenrain 37 LageFlur: 16, Flurstück: 63/1                                               | Putzbau mit Satteldach in T-Form, ursprünglich als Versorgungs- und Aufenthaltsgebäude mit Speiseraum für die Munitionsanstalt erbaut                                                                            | 1936    |            |
| Ehemalige Packhalle der Luftmunitionsanstalt | Ehemalige Packhalle der Luftmunitionsanstalt                                                                                    | Zum Hohenrain o. Nr. LageFlur: 16, Flurstück: 63/1                                           | |         |            |
| Halle der Schirrmeisterei der Luftmunitionsanstalt Hartmannshain, Aufnahme 2012 | Ehemalige Schirrmeisterei und ehemalige Schreinerei der Luftmunitionsanstalt                                                    | Zum Hohenrain o. Nr. LageFlur: 16, Flurstück: 77/2                                           | |         |            |
| Direkt Bild zu diesem Denkmal hochladen | Zwei ehemalige Bunker zur Stromversorgung                                                                                       | Zum Hohenrain o. Nr. Flur: 16, Flurstück: 62/2, 63/1                                         | Nördlicher Bunker zum Schutz der Transformatorenstation, südlicher Bunker für das Notstromaggregat |         |            |
| Ehemaliges Offizierswohnhaus der Munitionsanstalt | Ehemaliges Offizierswohnhaus der Munitionsanstalt                                                                               | Zum Steinchen 5 LageFlur: 16, Flurstück: 43                                                  | Wohnhaus |         |            |
| Wasserwerk | Wasserwerk | Außerhalb der Ortslage (In der Langen Hecke) LageFlur: 16, Flurstück: 1/5                    | | 1905    |            |
| Eingang zur Ruine eines „Doppelbunkers“ (Bunker Nr. 93) der Luftmunitionsanstalt Hartmannshain, Aufnahme 2012                                                                                | Bunker der Luftmunitionsanstalt                                                                                                 | Außerhalb der Ortslage (Oberster Hohenrain, Reuschwiesen) Flur: 15, Flurstück: 2/2, 6/1, 6/5 | Drei Ruinen gesprengter Bunker zur Lagerung von Munition (Fassungsvermögen 90 t) |         |            |